# كيفن دينين
كيفن دينين هو لاعب هوكي الجليد كندي، ولد في 28 أكتوبر 1963 في مدينة كيبك في كندا.

## وصلات خارجية
- كيفن دينين على موقع دوري الهوكي الوطني (الإنجليزية)
- كيفن دينين على موقع قاعة مشاهير الهوكي (لاعب أن.إتش.أل) (الإنجليزية)
- كيفن دينين على موقع EliteProspects.com (الإنجليزية)
- كيفن دينين على موقع HockeyDB.com (الإنجليزية)
- كيفن دينين على موقع Hockey-Reference.com (الإنجليزية)
- كيفن دينين على موقع أوليمبيديا (الإنجليزية)